# Pierre-Michel Lasogga
Pierre-Michel Lasogga (Gladbeck, 15 dicembre 1991) è un calciatore tedesco, attaccante dello Schalke 04 II.

## Caratteristiche tecniche
È un centravanti molto duttile.

## Carriera

### Club

#### La carriera giovanile
Inizia la sua carriera come centravanti del Gladbeck, squadra del paese natio. Grazie alle sue abilità, viene subito cercato dallo Schalke 04, giocando poi per il Rot-Weiss Essen, per il Wattenscheid e per il Wolfsburg per infine finire le giovanili nel Bayer Leverkusen, dove comincia la sua carriera.

#### Bayer Leverkusen II e Herta Berlino
Nel 2010 ottiene 5 presenze con la squadra riserve del Bayer Leverkusen. Poi nello stesso anno passa all'Herta Berlino giocando 6 partite e segnando 3 gol con la squadra riserve e ben 63 partite e 22 gol con la prima squadra fino al'estate 2013.

#### Amburgo
Il 2 settembre 2013 passa in prestito annuale all'Amburgo, che a fine stagione lo riscatta per 8.5 milioni di euro.

#### Leeds
Nella stagione 2017-2018 è andato in prestito nel Leeds in Championship, con cui ha totalizzato 10 gol in 31 presenze.

#### Ritorno all'Amburgo
Terminato il prestito ritorna all'Amburgo, in Zweite Liga, la seconda serie tedesca, per la stagione 2018-19. Realizza una doppietta nella terza giornata di campionato, nel match vinto per 3-0 contro l’Arminia Bielefeld, mentre, la giornata seguente, mette a segno una tripletta nel 3-2 contro l’Heidenheim. Il 30 gennaio, nella vittoria per 2-1 contro il Sandhausen, mette a segno un’altra doppietta.

### Nazionale
Ha giocato dal 2011 al 2013 per la Germania Under-21 collezionando 11 presenze e 4 gol, partecipando al Campionato europeo Under-21 2013 in Israele.

## Palmarès

### Club

#### Competizioni nazionali
- Campionato tedesco di seconda divisione: 1

Hertha Berlino: 2012-2013